# Air-Transat-Flug 236
Flug 236 war ein Linienflug der Air Transat von Toronto-Pearson in Kanada nach Lissabon in Portugal. Am 24. August 2001 ging einem auf diesem Flug eingesetzten Airbus A330-200 mit 293 Passagieren und 13 Besatzungsmitgliedern an Bord über dem Atlantik auf Grund eines Lecks infolge einer fehlerhaften Wartung durch die Bodentechniker der Treibstoff aus. Durch die nicht verfahrensgemäße Behandlung dieses Problems verschärften der Flugkapitän Robert Piché und sein Copilot Dirk De Jager die Notlage noch. Anschließend gelang ihnen einer der längsten Gleitflüge eines Strahlflugzeugs in der Geschichte der Luftfahrt – etwa 19 Minuten, wobei 120 km zurückgelegt wurden – und die anschließende Notlandung auf dem Militärflugplatz Lajes Field auf der Azoreninsel Terceira.

## Verlauf des Zwischenfalls
Der Airbus A330-200 mit dem Luftfahrzeugkennzeichen C-GITS war für 362 Passagiere ausgelegt und wurde im April 1999 in Dienst gestellt. Er wurde mit 47.900 kg Kerosin betankt und startete am 24. August 2001 um 00:52 Uhr UTC (Ortszeit 23. August 2001 20:52 Uhr EDT) vom Flughafen Toronto-Pearson.
Nach knapp vier Stunden Flugzeit trat um 04:38 Uhr UTC am rechten Triebwerk ein Treibstoffleck auf. Im Cockpit ertönte ein akustischer Alarm. Dieser deutete jedoch nicht primär auf ein Treibstoffleck hin und wurde von Kapitän und Copilot zunächst als Fehlalarm gedeutet. Als der Alarm dauerhaft auftrat, entschloss sich der Kapitän, das Flugzeug zum Luftwaffenstützpunkt Lajes auf den westlichen Azoren umzuleiten. Als ihnen ein Ungleichgewicht bei der Verteilung des Kraftstoffs zwischen den Tanks in der rechten und der linken Tragfläche auffiel, versuchten sie, dies durch Umpumpen zu beheben, was den Kraftstoffverlust aber beschleunigte.
Um 06:13 Uhr UTC, 28 Minuten nach Verlassen des Kurses in Richtung Azoren, ging Triebwerk Nummer 2 (auf der rechten Seite) der Kraftstoff aus. Daraufhin wurde die Leistung von Triebwerk Nummer 1 auf maximale Dauerleistung erhöht. Da die Leistung eines Triebwerks zum Halten der aktuellen Reiseflughöhe von 39.000 Fuß nicht ausreicht, wurde ein Sinkflug auf 30.000 Fuß eingeleitet. Weitere 13 Minuten später kam auch Triebwerk Nummer 1 wegen Kerosinmangel zum Stillstand. Etwa 15 Minuten, nachdem die Piloten eine Luftnotlage erklärt hatten, flog das Flugzeug nun im Gleitflug.
Sämtliche Airbus-Flugzeuge ab der A320-Familie sind mit einer Fly-by-Wire-Steuerung ausgestattet. Durch den Ausfall aller Triebwerke verliert ein Flugzeug nicht nur Vortrieb, sondern auch die Stromversorgung. Es ist daher eine Notstromversorgung erforderlich, damit selbst im Falle eines Ausfalls aller Triebwerke ein Flugzeug noch ausreichend mit elektrischer Energie versorgt wird, um wesentliche Komponenten der Hydraulik und der elektrischen Systeme funktionsfähig zu halten. Diese Notversorgung wird von einer Ram-Air-Turbine gewährleistet.
Während der Kapitän das Flugzeug steuerte, behielt der Copilot die Sinkrate im Auge, die bei etwa 2.000 Fuß/Minute (ca. 10 m/s) lag. Daraus ergab sich ein Gleitflug von etwa 15 bis 20 Minuten Dauer. Die Höhe war ausreichend, um den Flughafen zu erreichen, sodass keine Notwasserung drohte. Es gelang der Crew, das Flugzeug auf die Landebahn 33 auszurichten. Die Geschwindigkeit war jedoch höher als üblich, da wegen der eingeschränkten Funktion der Hydraulik keine Störklappen oder Auftriebshilfen gesetzt werden konnten.
Um 06:46 Uhr UTC, 20 Minuten nach dem völligen Triebwerksausfall, gelang es den Piloten, den Airbus A330 aufzusetzen. Die Landegeschwindigkeit betrug dabei etwa 200 Knoten (ca. 370 km/h). Da für das Abbremsen nach dem Aufsetzen nur noch das Notbremssystem (ohne Antiblockiersystem) zur Verfügung stand, platzten alle Hauptfahrwerksreifen. Dennoch kam das Flugzeug in der Mitte der Landebahn zum Stehen. Beim Verlassen des Flugzeugs über die Notrutschen wurden 16 Passagiere und zwei Besatzungsmitglieder verletzt. Der glückliche Ausgang war auch dadurch bedingt, dass die Flugsicherung diesem  Flug kurzfristig eine 60 Meilen südlich der ursprünglich vorgesehenen Atlantikroute, die näher an den Azoren vorbeiführte, zuwies.
Während des antriebslosen Flugs wurden etwa 120 km zurückgelegt. Das ist einer der längsten Gleitflüge eines Strahlflugzeugs in der Geschichte der Luftfahrt. Der Airbus A330-200 mit dem Kennzeichen C-GITS und der Seriennummer 271 war noch bis Oktober 2021 für Air Transat im Einsatz.
Vor diesem Flug galt British-Airways-Flug 9 (Juni 1982) als der längste Gleitflug eines Strahlflugzeugs.
| UTC   | Ereignis |
| ----- | --- |
| 00:52 | Abflug in Toronto-Pearson. |
| 04:38 | Beginn des Treibstoffverlusts. |
| 05:04 | Ungewöhnliche Anzeige der Öltemperatur von Triebwerk Nr. 2. Danach folgte ein reges Funkgespräch mit der Basis der Airline via HF-Kommunikation, welches die Aufmerksamkeit der Cockpitbesatzung beeinträchtigte.                             |
| 05:33 | Meldung „TRIM TANK XFRD“ wurde auf dem ECAM-Display angezeigt. Dies besagt, dass der Treibstoff erfolgreich vom Trim Tank zu den Flügeltanks transferiert wurde. Diese Meldung kam aber viel zu früh, was die Cockpitbesatzung auch bemerkte. |
| 05:34 | ECAM Fuel Page wurde selektiert. Darauf wurde eine Fuel Imbalance zwischen der rechten und der linken Tragfläche festgestellt. |
| 05:36 | Die Besatzung führte ein „Fuel Crossfeed“ durch. Dabei werden ein oder mehrere Triebwerke aus dem Tank der gegenüberliegenden Tragfläche versorgt.                                                                                            |
| 05:45 | Die Besatzung entschied, Lajes Field anzusteuern. |
| 06:02 | Die Kabinenbesatzung bereitete die Flugpassagiere für eine Notwasserung vor. |
| 06:13 | Triebwerk Nr. 2 fiel auf einer Flughöhe von 39.000 Fuß aus. |
| 06:26 | Triebwerk Nr. 1 fiel auf einer Flughöhe von 34.500 Fuß wegen Treibstoffmangel aus. |
| 06:45 | Der Airbus A330 landete auf der Landebahn 33 in Lajes. |

## Ursachenermittlung
Die Ermittlungen ergaben, dass ein dem Änderungsstand des Triebwerks entsprechendes Bauteil in der Hydraulik zur Triebwerkswartung fünf Tage vor dem Flug von Rolls-Royce nicht geliefert worden und deshalb eines aus einem älteren Triebwerk installiert worden war. Bedenken des Chefmechanikers wurden von seinem Vorgesetzten mit der Begründung, auf das Originalteil zu warten wäre viel zu teuer, abgewiesen. Durch das Pulsieren in der Hydraulikleitung verursachte Vibrationen führten zu schwingungsbedingtem Abrieb an der Kraftstoffleitung, so dass diese schließlich brach und ein Leck entstand. Air Transat übernahm die Verantwortung für den Vorfall. Die kanadische Regierung verhängte daraufhin eine Geldstrafe in Höhe von 250.000 kanadischen Dollar.
Da das Flugzeug auf einem Flugplatz sicher landete, nur wenige Passagiere verletzt wurden und das Flugzeug nur geringe Beschädigungen aufwies, wurden die Piloten von den kanadischen Medien wie Helden empfangen. Der Untersuchungsbericht kommt jedoch zu dem Ergebnis, dass der Kraftstoff bis zur Landung gereicht hätte, wenn die Piloten die für den Fall eines Treibstofflecks vorgesehenen Verfahren durchgeführt hätten.
Der Vorfall führte dazu, dass DGAC und FAA eine Lufttüchtigkeitsanweisung herausgaben, die allen Betreibern von Luftfahrzeugen des Typs Airbus A330 zur Auflage machte, das Handbuch (Airplane Flight Manual) zu ändern. Die Änderung verlangte, dass die Piloten bei auftretendem Ungleichgewicht vor einem Öffnen der Ausgleichsventile prüfen sollen, ob ein Treibstoffleck als Ursache in Frage kommt. Diese Anweisung musste binnen 15 Tagen umgesetzt werden. Die französische Luftfahrtbehörde verlangte sogar die Änderung des Handbuchs vor dem nächsten Start der betroffenen Flugzeugmuster.
Piché und De Jager wurden für ihre fliegerische Leistung und das Retten der Menschenleben 2002 mit dem Superior Airmanship Award ausgezeichnet.

## Der Zwischenfall in den Medien
Auf Grundlage dieses Zwischenfalls wurde 2003 eine Dokumentation gedreht, welche im Rahmen der Doku-Drama-Reihe Mayday – Alarm im Cockpit in Staffel 1 als 6. Folge: Air Crash Investigation unter dem deutschen Titel Mit leeren Tanks von Discovery Channel und National Geographic Channel ausgestrahlt wurde. Da der Abschlussbericht der portugiesischen Luftfahrtbehörde erst danach (im Oktober 2004) veröffentlicht wurde, ist die filmische Darstellung des Geschehens – wie im Film auch erwähnt – teilweise spekulativ.
MSNBC berichtete in einer Reportage über den Zwischenfall (A Wing and A Prayer).
Am 1. Februar 2025 wurde die Folge 29 des Podcasts „Flugforensik - Ein Absturz und seine Geschichte“ mit dem Titel: „Ein Airbus A330 als Segelflieger: Air Transat236 - Todesangst über dem Atlantik“ veröffentlicht.

## Ähnliche Zwischenfälle
Zwischenfälle infolge von Treibstoffmangel erfolgten auch auf folgenden Flügen:
- Air-Canada-Flug 143
- Avianca-Flug 052
- Hapag-Lloyd-Flug 3378
- Tuninter-Flug 1153
- LaMia-Flug 2933

## Filmische Adaption
Der kanadische Spielfilm Piché: entre ciel et terre aus dem Jahr 2010 beschreibt den Zwischenfall des Air Transat Fluges 236.